# Bundesautobahn 921
Bundesautobahn 921 (Abkürzung: BAB 921) – Kurzform: Autobahn 921 (Abkürzung: A 921) – war der Projektname einer geplanten Autobahn (Flughafenzubringer) im Nordosten von München, welche vom Mittleren Ring am Effnerplatz abzweigen und auf der Trasse der heutigen St 2088 verlaufen sollte. Östlich an Unterföhring vorbei sollte sie die A 99 bei Ismaning queren und am Flughafen München an die A 922 Richtung München-Feldmoching anschließen. Dabei wäre dieser Trasse die Nummer gemäß Streckenverlauf der heutigen A 92 zugewiesen worden.
Eine entsprechende Vorleistung dieser Trasse ist die Autobahnbrücke über die A 99 (jetzt Soda-Brücke) zwischen dem Kreuz München-Nord und der Anschlussstelle 14. An dieser Stelle war das Autobahnkreuz Ismaning geplant. Die Brücke wurde bis zum Sommer 2020 zur Wildbrücke umgebaut.